# Begonia lacunosa
Espèce
Synonymes
- Begonia mayombensis Irmsch.[1]

Begonia lacunosa est une espèce de plantes de la famille des Begoniaceae. Ce bégonia est originaire d'Afrique. L'espèce fait partie de la section Scutobegonia. Elle a été décrite en 1895 par Otto Warburg (1859-1938). L'épithète spécifique lacunosa signifie « avec des cavités », en référence à la structure bosselée des feuilles.

## Description

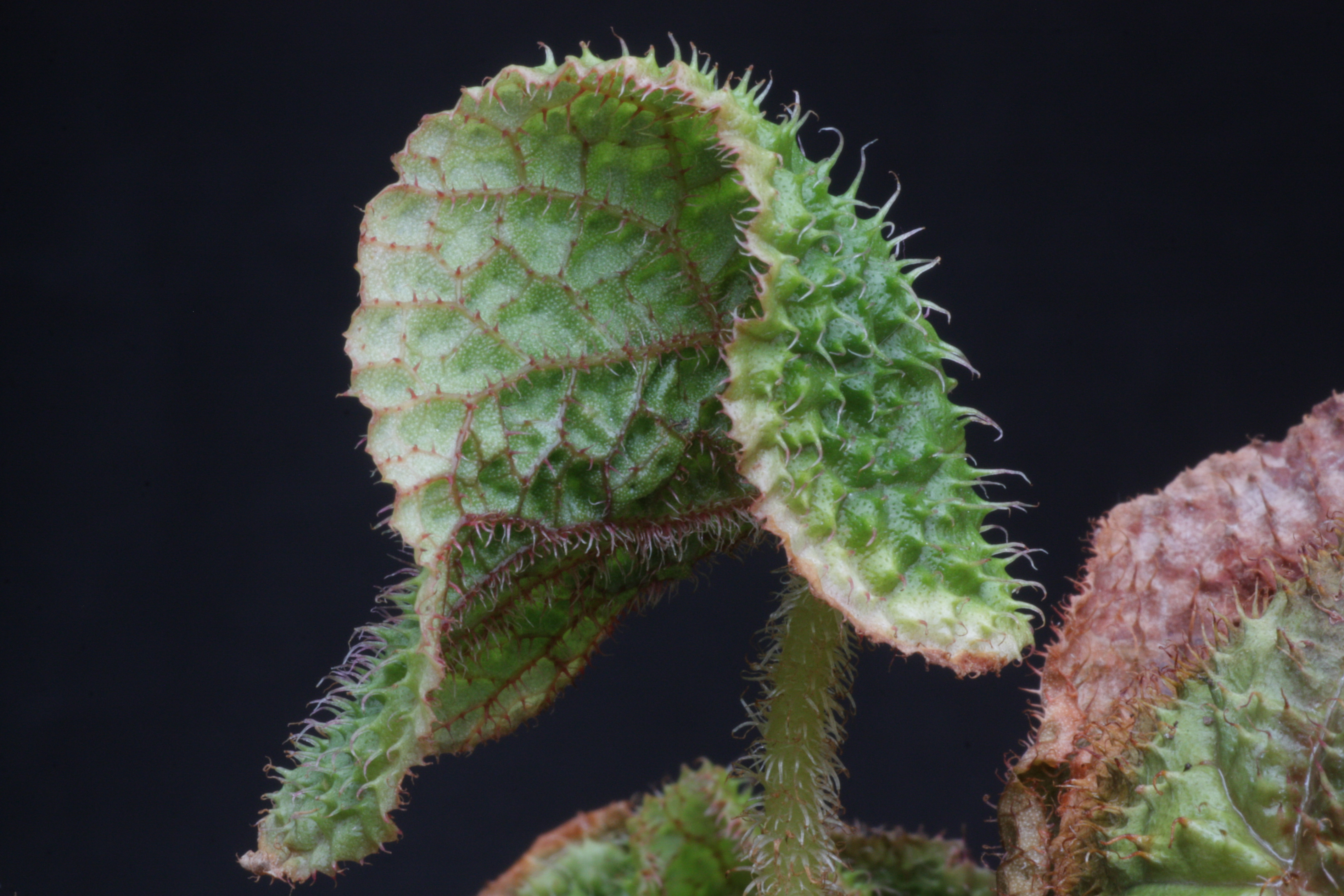
Détail d'une feuille

## Répartition géographique
Cette espèce est originaire des pays suivants : Angola ; Cameroun ; Gabon ; Nigéria ; Zaïre.